# Fort de Feyzin
Le fort de Feyzin est un fort construit entre 1875 à 1877 dans la commune de Feyzin. Il est l'un des maillons de la deuxième ceinture de Lyon et plus globalement du système Séré de Rivières. Il abrite actuellement un centre équestre animé et géré par l'UCPA pour le compte de la ville de Feyzin.

## Caractéristiques
Situé à 230 mètres d’altitude, il représente un vaste ensemble : 22 000 mètres carrés de surface bâtie sur 26 hectares boisés située près du centre du Feyzin-le-haut, près du centre des trois cerisiers.

## Histoire
Le fort était destiné à la défense de Lyon vers le sud. Il assurait aussi la protection du fort de Champvillard, la RN7, Solaize, Saint-Symphorien-d'Ozon et le fort de Corbas.
Le Fort de Feyzin a durant toute son histoire essentiellement servi de lieu de garnison pour l'armée, et la gendarmerie. La commune en devient propriétaire en juillet 2003 et des visites y sont organisées en particulier pour l'action 'fort en ballade' et les journées européennes du patrimoine, avec la découverte du chemin militaire par la caponnière, l'escalier de la poterne et les fossés, le bâtiment d'entrée et le pont roulant enjambant un fossé, entièrement rénovés ainsi que le sentier botanique.
Grâce au mécénat de la fondation Total, le bâtiment d'entrée du fort a été restauré.

## Plan du fort

En ligne discontinue marron, les voies souterraines permettant d'accéder aux différents bâtiments suivants : ravelin (1), casernes (2), caponnières simples (3), caponnière double (4), poudrières (5), pont roulant (6) et entrée du fort (7).

## Le fort aujourd'hui
Le fort de Feyzin est ouvert au public à l'occasion du fort en bal(l)ade (un événement d'une journée, au début de l'été, qui a lieu depuis 2006) ainsi que pour les Journées européennes du patrimoine.
Le fort fait l'objet d'un programme d'aménagement avec la création d'une base de loisirs orientée vers l'installation d'un centre équestre, des activités de tir à l'arc et une course d'orientation), la rénovation de nouvelles salles et le développement de lieux de formation (pompiers, gendarmes, association à but humanitaire…).

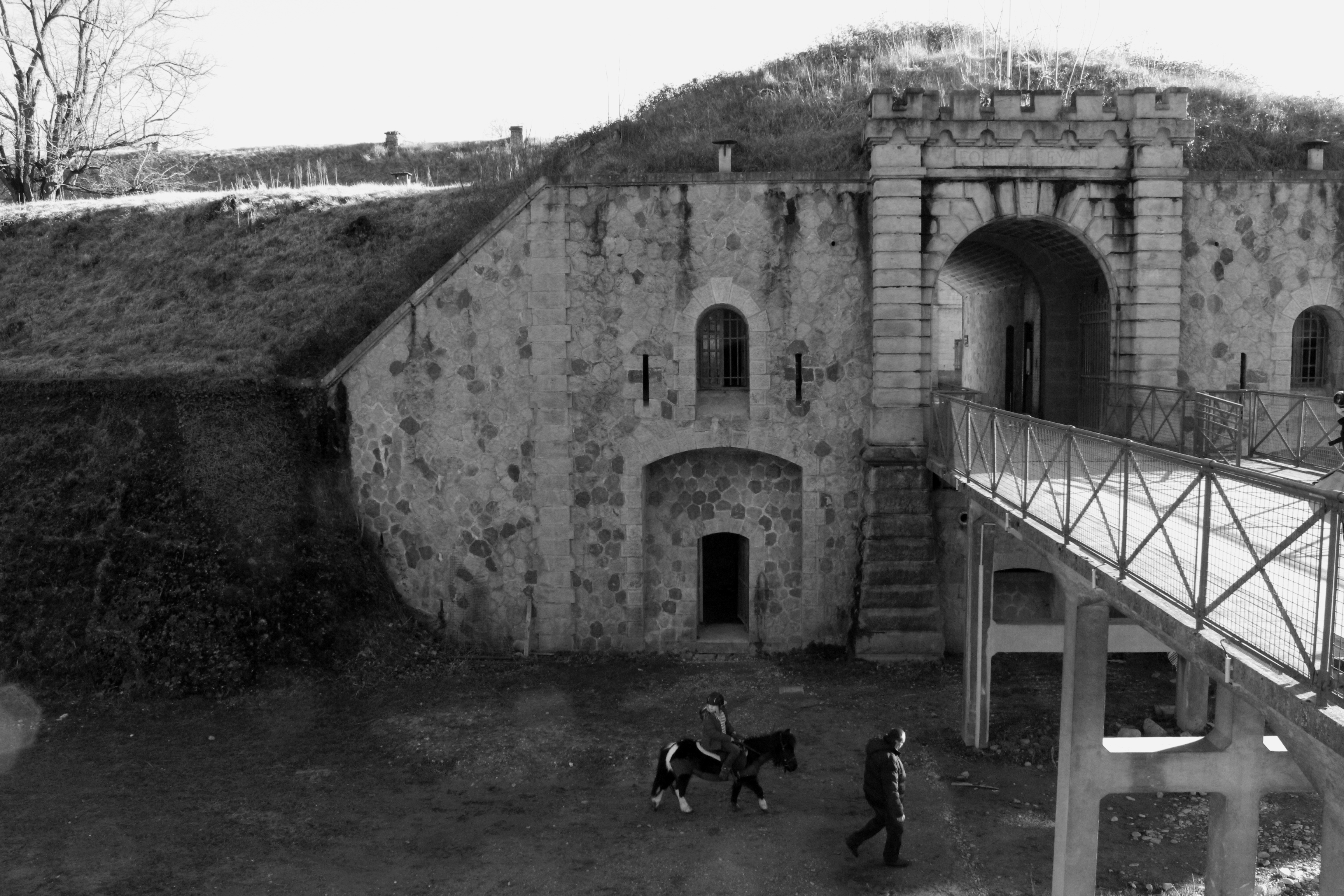
Une promenade à poney dans les fossés du fort.

Après la réhabilitation du pavillon d'entrée en 2008, le centre équestre ouvre ses portes le 27 juillet 2013. Les anciennes écuries utilisées par l'armée ont été réhabilitées pour pouvoir accueillir 20 à 30 poneys, un manège couvert et une carrière à ciel ouvert sont aussi présents. Cet équipement est géré et animé par l'UCPA pour le compte de la commune de Feyzin. L'institut Bioforce se sert également du fort pour ses formations.